# Ike Borsavage
Costic Frank "Ike" Borsavage (Plymouth, Pensilvania; 25 de julio de 1924-Holland, Pensilvania ; 10 de enero de 2014) fue un jugador de baloncesto estadounidense que disputó una temporada en la NBA y dos más en la ABL. Con 2,03 metros de estatura, jugaba en la posición de pívot.

## Trayectoria deportiva

### Universidad
Jugó durante su etapa universitaria con los Owls de la Universidad de Temple, liderando al equipo en anotación en su última temporada.

### Profesional
Fue elegido en la quincuagésimo primera posición del Draft de la NBA de 1950 por Philadelphia Warriors, pero comenzó jugando en los Wilkes-Barre Barons de la ABL, con los que disputó 3 partidos en los que promedió 12,3 puntos. Pasó posteriormente a los Warriors, donde jugó una temporada en la que promedió 2,7 puntos y 1,0 rebotes por paqrtido. Acabó su carrera profesional disputando un único encuentro con los Middletown Guards, de nuevo en la ABL.

## Estadísticas de su carrera en la NBA

### Temporada regular
| Temporada | Edad | Equipo                | Liga | P  | TIT | MIN | TC  | TCA | %TC  | TL  | TLA | %TL  | R.OF. | R.DEF. | REB | ASIS | FP  | PTS |
| 1950-51   | 26   | Philadelphia Warriors | NBA  | 24 |     |     | 1.1 | 3.1 | .351 | 0.5 | 0.8 | .667 |       |        | 1.0 | 0.2  | 1.4 | 2.7 |
| Total     |      |                       | NBA  | 24 |     |     | 1.1 | 3.1 | .351 | 0.5 | 0.8 | .667 |       |        | 1.0 | 0.2  | 1.4 | 2.7 |